# Литерал (информатика)
Литерал (англ. literal; или безымянная константа, nameless constant) — запись в исходном коде компьютерной программы, представляющая собой фиксированное значение. Литералами также называют представление значения некоторого типа данных.

## Описание
Литералы представляют собой константы, включаемые непосредственно в текст программы.
Литералы могут быть изменены в тексте программы лишь во время редактирования. В отличие от переменных, литералы не могут изменяться во время выполнения программы. Настоящие именованные константы тоже не изменяются во время исполнения, но в некоторых языках (например, Delphi) словом const могут быть обозначены и инициализированные до начала выполнения статические переменные, которые затем изменяются в ходе выполнения программы.
В следующем примере 1 и Кот являются литералами, а number и pet это переменные:
```
int
 
number
 
=
 
1
;

string
 
pet
 
=
 
"Кот"
;

```

## Типы литералов
Почти все языки программирования допускают использование тех или иных литералов для примитивных типов. Однако, синтаксис литералов может значительно отличаться.
Обычно выделяют следующие элементарные типы литералов:
Числовые литералы — литералы для записи чисел. Иногда числовые литералы подразделяются на целые литералы, дробные литералы и т. п. с различной точностью представления и в различных системах счисления (например, битовые литералы в PL/I). В программах числовые литералы обычно записываются в привычном для числа виде. В следующем примере 100 и 3.1415 — числовые литералы:
```
int
 
a
 
=
 
100
;

float
 
b
 
=
 
3.1415
;

```

Строковые литералы обычно представляют собой строку символов, заключённую в кавычки или скобки. В некоторых языках программирования выделяют символьные литералы, включающие один символ. В разных языках программирования допускаются различные типы кавычек. Например, в следующем примере на языке JavaScript один, два и три — строковые литералы, записанные с использованием различных допустимых типов кавычек:
```
var
 
one
 
=
 
"один"
;

var
 
two
 
=
 
'два'
;

var
 
three
 
=
 
`три`
;

```

Логические литералы, Логические значения — два литерала: true и false или их аналоги — T, t, Y, y, F, f, N, n, NIL и т. п.. Например:
```
bool
 
t
 
=
 
true
;

bool
 
f
 
=
 
false
;

```

Литерал ссылочного типа, адрес в памяти — обычно, числовые литералы, указывающие на ячейку в памяти.
Null-литерал, Пустое значение — особый тип литерала, в зависимости от языка программирования, относящийся к ссылочному либо объектному типу. Единственное допустимое значение этого типа литералов null, или аналог, например NIL, None, Nothing — ссылка никуда не ведёт либо объект отсутствует.
```
T
 
o
 
=
 
null
;

```

Регулярные выражения. В некоторых языках программирования регулярные выражения представляют собой литерал особого типа, включающий две части: шаблон для поиска и замену. Например:
```
/JavaScript/gif

```

В некоторых объектно-ориентированных языках программирования (например, ECMAScript третьей версии) допускается использовать выражения, которые служат массивами-литералами и объектами-литералами. Например:
```
[
1
,
 
2
,
 
3
,
 
4
,
 
5
]
 
// Инициализатор массива

{
x
:
 
1
,
 
y
:
 
2
}
 
// Инициализатор объекта

```

Иногда анонимные функции относят к литералам-функциям, а анонимные объекты к литералам-объектам.